# Rojak

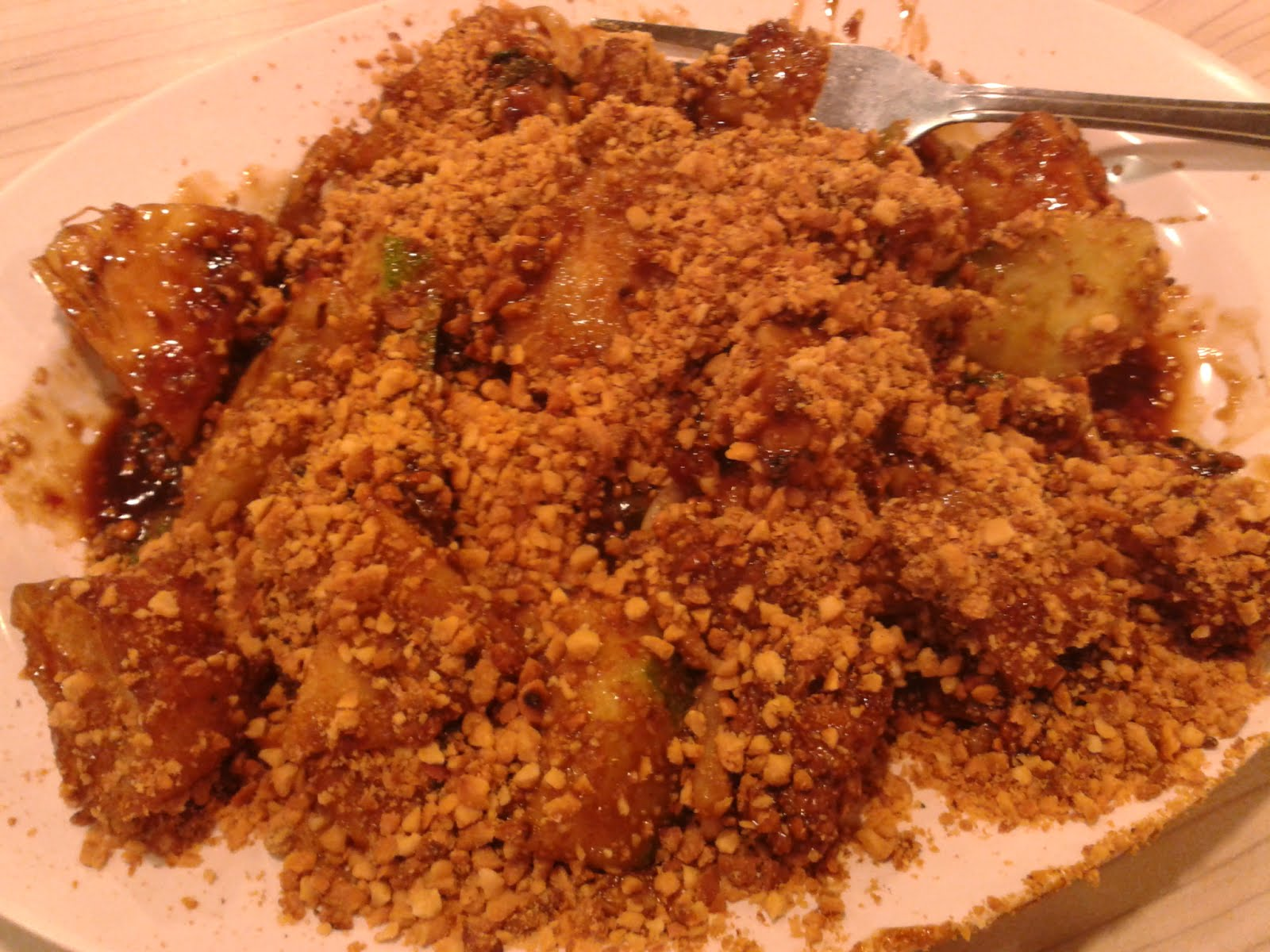
Món Rojak.

Món rojak là một món salad mang đậm dấu ấn ẩm thực của quốc đảo Singapore. Được sử dụng làm món khai vị trong các bữa tiệc gia đình hay những sự kiện quan trọng.
Rojak là món ăn có sự kết hợp của các loại nguyên liệu trái cây, rau củ tươi ngon. Có 2 cách chế biến Rojak khác nhau: cách thứ nhất ảnh hưởng từ ẩm thực Trung Hoa và Mã Lai, cách thứ hai ảnh hưởng từ Ấn Độ. Dù được chế biến bằng phong cách nào thì Rojak cũng sẽ cuốn hút bạn ngay từ ánh nhìn đầu tiên bởi màu sắc bắt mắt và hương vị hấp dẫn. Nguyên liệu chính của món ăn này là: rau xanh, giá, đậu phụ chiên, quẩy chiên giòn, dưa chuột, dứa và đậu phộng rang giã nhỏ trộn đều cùng với nước xốt sa tế tôm và nhiều nguyên liệu khác tùy theo phong cách chế biến của người đầu bếp. Cách làm Rojak rất đơn giản và bạn hoàn toàn có thể thực hiện được ngay tại bếp ăn của gia đình mình.